# Louis Leprince-Ringuet
Louis Marie Edmond Leprince-Ringuet (Alès, 26 de março de 1901 – Paris, 23 de dezembro de 2000) foi um físico, engenheiro de telecomunicações, historiador de ciências e ensaista francês.

## Biografia
Louis Leprince-Ringuet, filho de Félix Leprince-Ringuet, director da École des Mines, e neto de René Stourm, do Instituto de França, foi aluno da École polytechnique, passando depois a Supélec de 1920 a 1923, antes de se tornar engenheiro ao Serviço dos cabos submarinos. Em 1929, trabalha com o físico Maurice de Broglie no laboratório de física de raios X. E é graças a este último, que ele qualificará mais tarde como "pai espiritual", que inicia o seu trabalho no que se tornará a sua especialidade: física nuclear.
Ensina física na École polytechnique de 1936 a 1969 (sucedendo a Charles Fabry) e no Collège de France de 1959 a 1972. A partir de 1949, torna-se membro da Academia das Ciências (de França).
Autor de vários livros e laureado do Prémio literário Ève Delacroix em 1958, é eleito  membro da Academia francesa (1966).

## Obras
- 1933: Les Transmutations artificielles (Hermann)
- 1937: Cours de physique de l'École polytechnique (com revisões anuais) (École polytechnique)
- 1949: Les Rayons cosmiques, les Mésons (Albin Michel)
- 1952: Les Inventeurs célèbres (com a colaboração de seu pai, Félix Leprince-Ringuet) (Editio)
- 1956: Des Atomes et des hommes (Fayard)
- 1957: Les Grandes Découvertes du XXe Siècle (colaboração) (Larousse)
- 1959: Cours de physique nucléaire au Collège de France (curso publicado anualmente pelo laboratório do Collège de France)
- 1963: Collection de vulgarisation « Le Bilan de la Science » (direction de cette collection)
- 1965: La Science contemporaine. Les Sciences physiques et leurs applications (en collaboration, 2 tomes)  (Larousse)
- 1973: Science et Bonheur des hommes (Flammarion)
- 1978: Le Grand Merdier ou l'espoir pour demain ? (Flammarion)
- 1981: La Potion magique (Flammarion)
- 1982: L'Aventure de l'électricité (Flammarion)
- 1985: Les Pieds dans le plat (Flammarion)
- 1991: Noces de diamant avec l'atome (Flammarion)
- 1996: Foi de physicien (Bayard)